# Doaa al-Karawan
Doaa al-Karawan é um filme de drama egípcio de 1959 dirigido e escrito por Henry Barakat. Foi selecionado como representante do Egito à edição do Oscar 1960, organizada pela Academia de Artes e Ciências Cinematográficas.

## Elenco
- Faten Hamama - Amna
- Ahmed Mazhar
- Amina Rizk
- Zahrat El-Ola - Henady
- Abdel Alim Khattab - Uncle Gabber
- Mimi Chakib - Zanooba
- Raga El Geddawy - Khadeega